# 北海道道769号斜里停車場美咲線

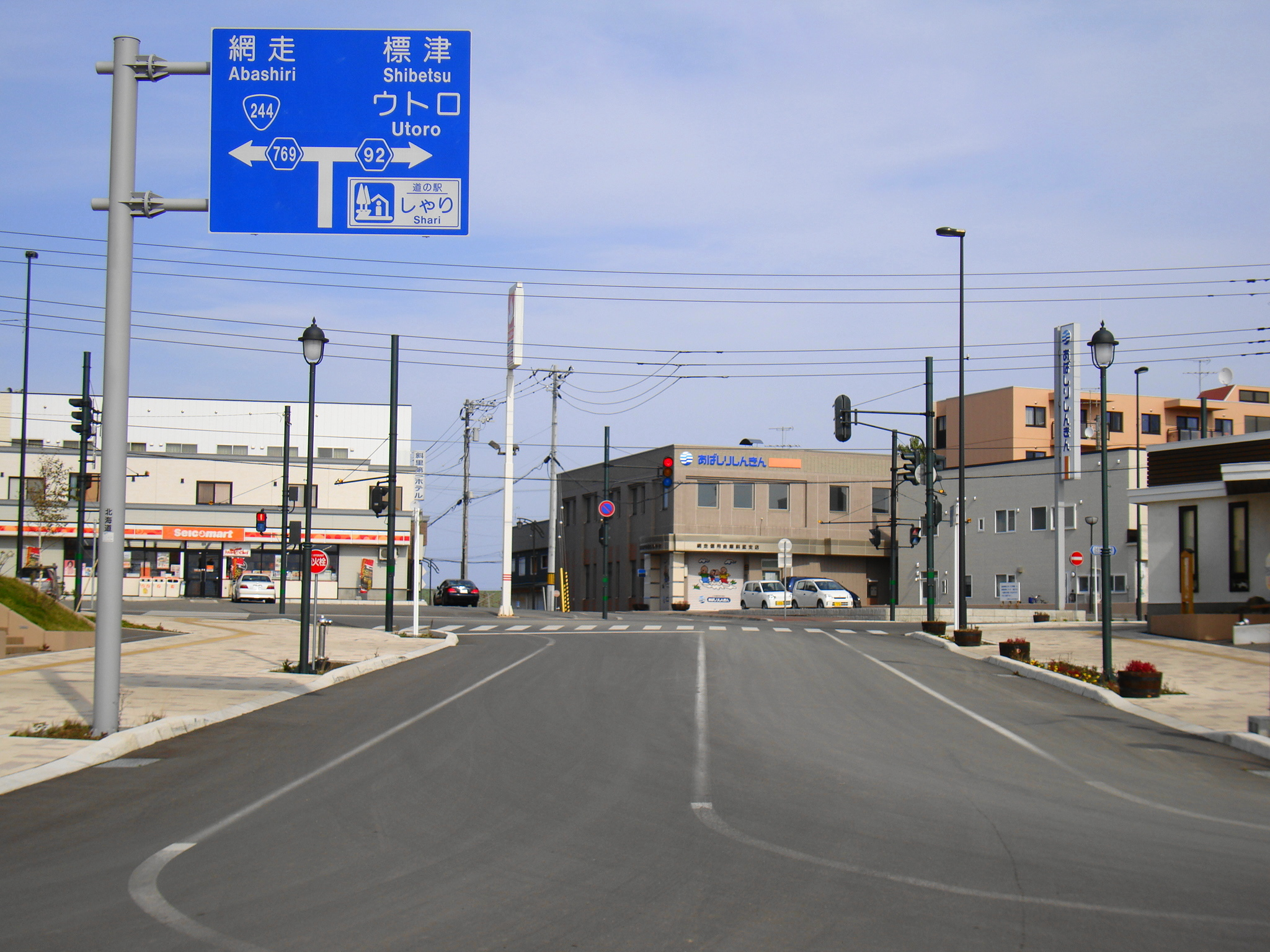
起点の様子

北海道道769号斜里停車場美咲線（ほっかいどうどう769ごう しゃりていしゃじょうみさきせん）は、北海道斜里郡斜里町を結ぶ一般道道である。

## 概要

### 路線データ
- 起点：北海道斜里郡斜里町港町（JR北海道 釧網本線 知床斜里駅）
- 終点：北海道斜里郡斜里町美咲（国道244号交点）
- 総距離：5.5 km

## 歴史
- 1972年（昭和47年）3月31日 - 路線認定[1]。

## 路線状況

### 重複区間
斜里町
- 港町 - 港町（北海道道92号斜里停車場線）

## 地理

### 通過する自治体
- オホーツク総合振興局
  - 斜里郡斜里町

### 主な接続道路
斜里町
- 北海道道92号斜里停車場線 - 港町（重複）
- 北海道道802号斜里港線 - 港町
- 国道244号 - 美咲（終点）